# Paul Revere
Pour les articles homonymes, voir Revere.

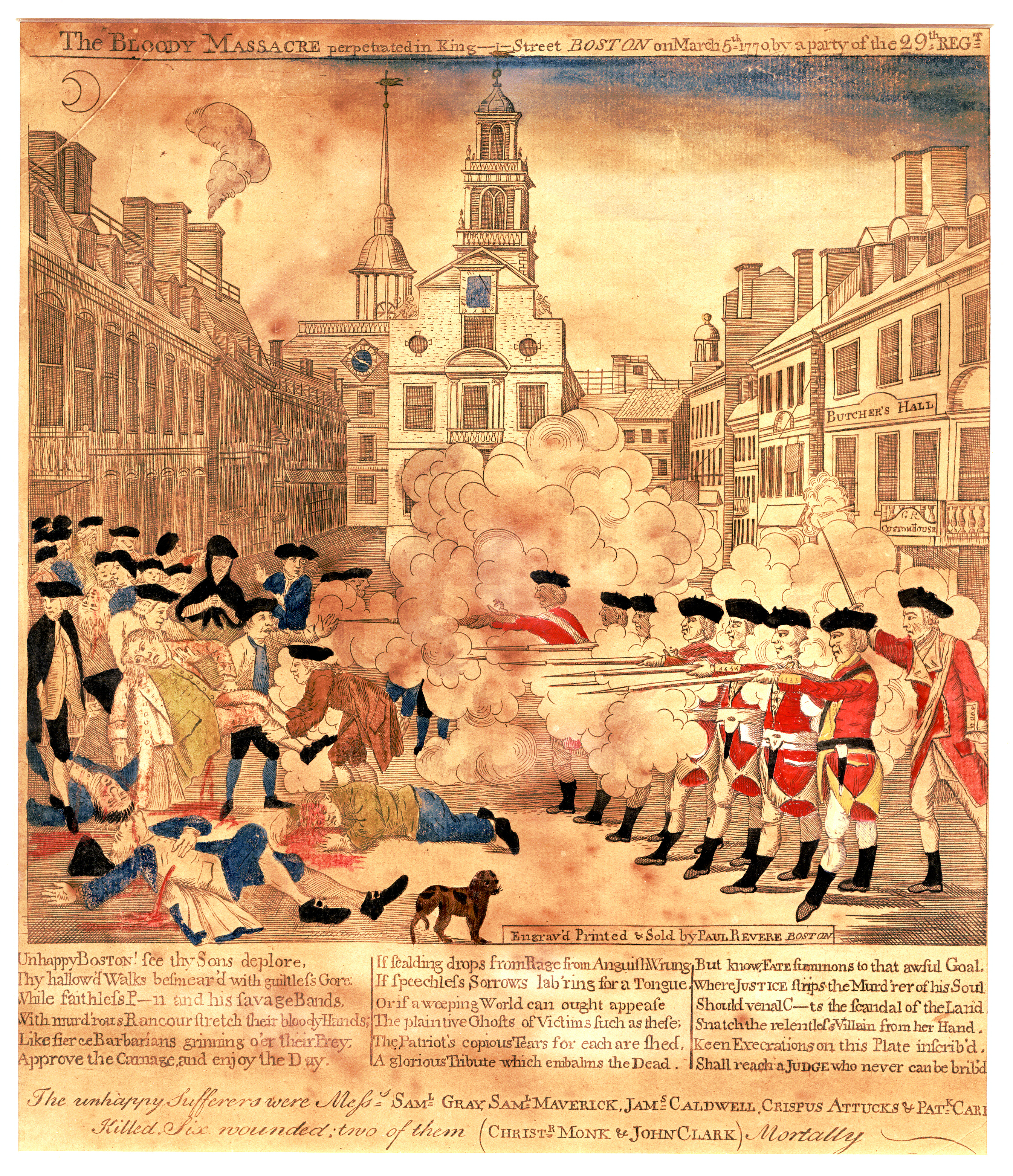
Gravure représentant le Massacre de Boston, réalisée par Paul Revere. Il ne s'agit pas d'une représentation réaliste de l'événement, celui-ci n'ayant pas eu lieu dans ces quartiers de Boston, avec le commandant britannique commandant ses troupes, ni en plein jour, mais peut-être du plagiat d'un dessin de l'artiste Henry Pelham. Ce jour-là, un Noir dénommé Crispus Attucks et quatre autres ouvriers ont été tués.

Paul Revere (1er janvier 1735 - 10 mai 1818 à Boston) est un orfèvre américain, patriote de la révolution américaine. Il a été immortalisé par un poème de Henry Wadsworth Longfellow, Paul Reveres's Ride (dans le recueil Tales of a Wayside Inn, « Contes d'une auberge au bord de la route », 1863), racontant comment, peu avant les batailles de Lexington et Concord, dans la nuit du 18 avril 1775, il avertit les patriotes américains de l'approche de l'armée britannique en se rendant de Boston à Lexington, au galop de son cheval : c'est la « Chevauchée de Paul Revere » ou Midnight Ride.

## Biographie
Le père de Paul Revere, un Français nommé Apollos Rivoire, naquit le 30 novembre 1702 à Riocaud (dans l'actuel département de la Gironde), dans une famille protestante qui émigra aux États-Unis d'Amérique en 1715, vingt ans après la révocation de l'édit de Nantes.
Paul Revere grandit à Boston et devint un artisan prospère et actif. Il aida à organiser le système de renseignements et d'avertissement qui permit de garder l'œil sur l'armée britannique. Il fut l'un des dirigeants des Fils de la Liberté et appartenait à la franc-maçonnerie: il fut nommé Grand maître de la Grande Loge du Massachusetts en 1795. Officier au moment de la désastreuse expédition de Penobscot, il fut plus tard disculpé pour son rôle dans la défaite.
Après la guerre, il fut l'un des premiers à découvrir le potentiel de la production à grande échelle de biens manufacturés, ce qui l'a fait considérer par certains historiens comme le prototype de l'industriel américain. En 1790, il créa une des premières fonderies de cuivre des États-Unis. Il mourut le 10 mai 1818, à l'âge de 83 ans, et fut inhumé dans le Granary Burying Ground au centre-ville de Boston. On peut encore aujourd'hui se rendre sur sa tombe.[réf. nécessaire]

## Midnight ride

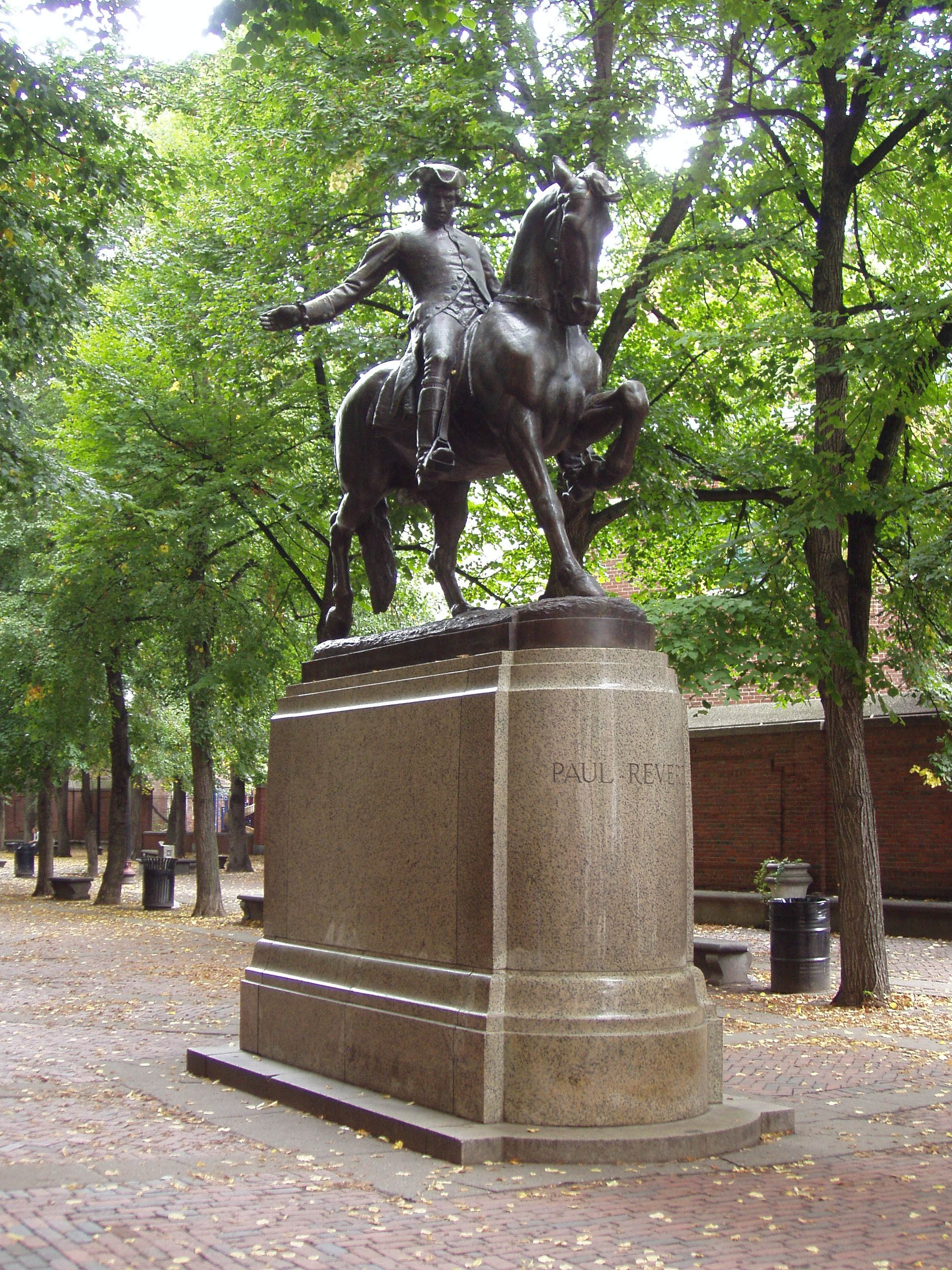
Statue équestre de Paul Revere à Boston.

Dans la nuit du 18 au 19 avril 1775, quelques heures avant les batailles de Lexington et Concord, Revere accomplit son « Midnight Ride ». William Dawes et lui avaient été chargés par le Dr Joseph Warren de chevaucher de Boston à Lexington pour avertir John Hancock et Samuel Adams des mouvements de l'armée britannique, qui avait commencé à marcher de Boston à Lexington, officiellement pour arrêter Hancock et Adams et pour saisir les armes à Concord. L'armée britannique était en poste à Boston depuis que les ports avaient été fermés après la Boston Tea Party, et se trouvait sous la surveillance constante de Revere et des autres patriotes, comme le bruit courait qu'ils prévoyaient un déplacement. Dans la nuit du 18 avril 1775, l'armée commença à se déplacer sur la rivière Charles vers Lexington, et les Fils de la Liberté se mirent en action immédiatement. Vers 23 heures, Revere fut envoyé par le Dr Warren sur la rivière Charles à Charlestown, sur la rive opposée, où il pourrait commencer sa course vers Lexington, tandis que Dawes fut envoyé par le chemin le plus long, via le col de Boston et la route de terre à Lexington. Dans les jours précédant le 18 avril, Revere avait chargé Robert Newman, le sacristain de l'Old North Church, d'envoyer un signal d'alerte sur les mouvements des troupes par la lanterne des colons à Charlestown, lorsque l'information serait confirmée. Cela est passé à la postérité dans l'expression tirée de Longfellow « une (lumière) si c'est par la terre, deux si c'est par la mer » One, if by land, and two, if by sea : une lanterne dans le clocher serait le signal de l'armée passant par route de terre, tandis que deux lanternes signalerait la route « par la mer », en réalité en suivant le cours de la Charles River. Cette formule était destinée aux hommes de Charlestown pour le cas où Revere et Dawes seraient capturés. Newman et le capitaine John Pulling montrèrent deux lanternes dans la vieille église du Nord ; alors Revere monta à cheval pour aller révéler que les soldats britanniques s'embarquaient sur la rivière Charles ce soir-là. Sa monture lui avait été prêtée par John Larkin, diacre de l'Old North Church.
Revere passa à travers des villages connus aujourd'hui sous les noms de Somerville, Medford, et Arlington. Il avertit le long de sa route les patriotes, dont beaucoup sortirent à cheval pour lancer de leur propre chef des avertissements. À la fin de la nuit, il n'y avait probablement pas moins de 40 coureurs à travers le comté de Middlesex qui annonçaient la progression de l'armée. Revere ne cria pas la célèbre phrase qui lui est attribuée (« Les Réguliers arrivent ! »), en grande partie parce que la mission dépendait du secret. Il parvint à Lexington aux alentours de minuit, et Dawes une demi-heure plus tard. Samuel Adams et John Hancock passèrent la nuit à la Maison Hancock-Clarke à Lexington, et discutèrent longuement de plans d'action après la réception des nouvelles. Revere et Dawes, quant à eux, avaient décidé de monter vers Concord, où l'arsenal de la milice était caché. Ils furent rejoints par Samuel Prescott, un médecin qui se trouvait à Lexington. Revere, Dawes et Prescott furent arrêtés par les troupes britanniques à un barrage routier à Lincoln, sur le chemin de Concord. Prescott sauta de son cheval sur un mur et put s'enfuir dans les bois ; Dawes s'échappa également, tomba de cheval et ne put arriver à bon port. Revere fut appréhendé, ligoté et interrogé, puis escorté à main armée par trois officiers britanniques vers Lexington.
Son exploit a été immortalisé en 1860 par le célèbre poème d’Henry Wadsworth Longfellow « Paul Revere's Ride », qui s'est gravé dans la conscience nationale américaine, mais d’autres patriotes ont aussi bien agi que Revere, comme Sybil Ludington, âgée de 16 ans au moment de son exploit, ou Jack Jouett, dont la chevauchée nocturne a consisté en 80 km de ravins, d’ornières et de plantes grimpantes.

## Dans la culture populaire

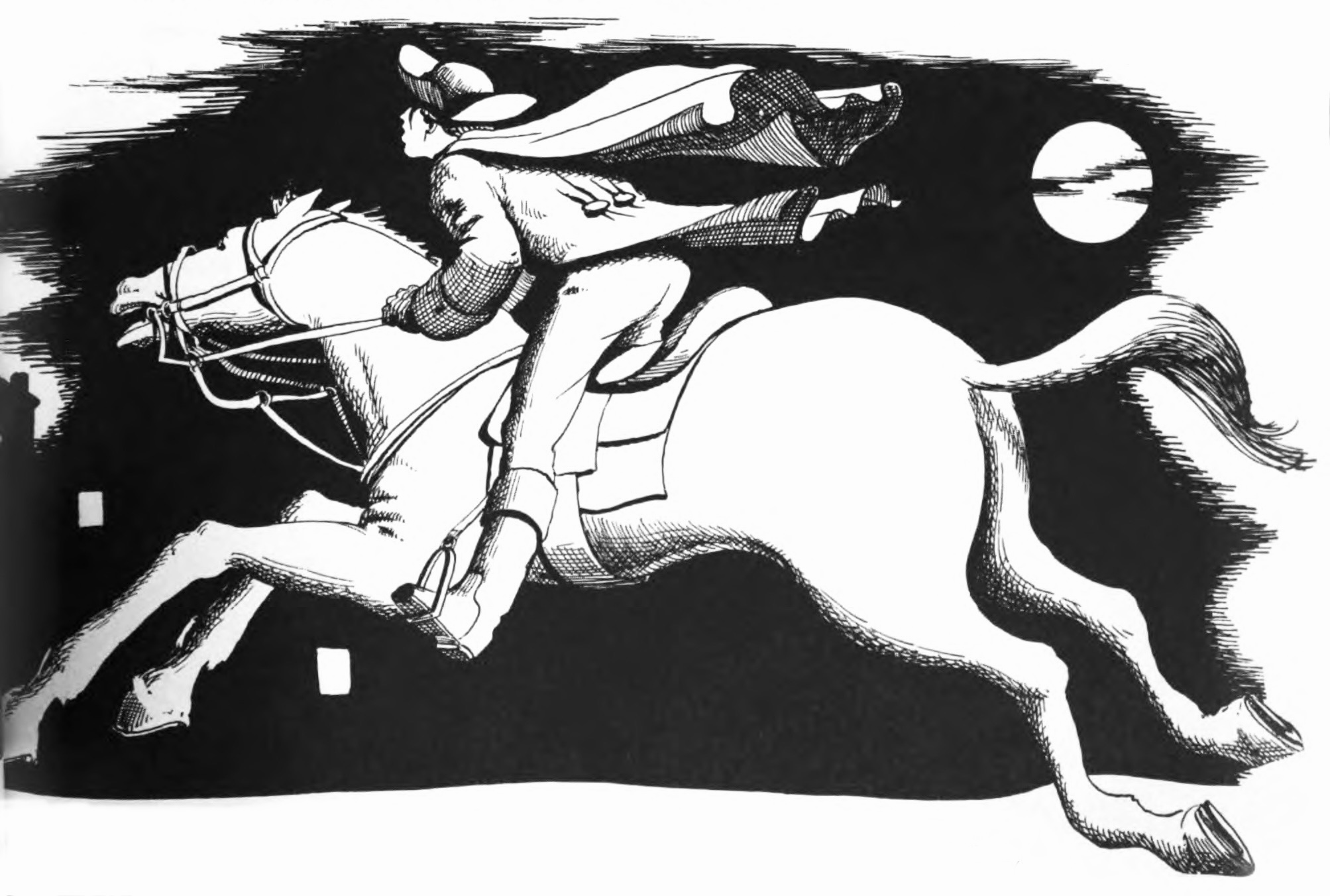
Illustration de 1957 de la chevauchée de Paul Revere.

Une nouvelle humoristique de Stephen Vincent Benét (1898-1943) s'intitule A tooth for Paul Revere.
Paul Revere est cité dans le roman de Pearl Buck Fils du Dragon (1942) et dans le roman pour la jeunesse Alice et le Fantôme (1946).
Dans la série télévisée Ma sorcière bien-aimée, l'épisode 6 de la saison 7 (1970-1971) s'intitule Paul Revere Rides again (Le collectionneur en version française). Dans cet épisode Paul Revere arrive du passé par magie. 
La série animée Futurama fait allusion à Paul Revere dans l'épisode Les Têtes des présidents (saison 6, 2011) ; lors d'un voyage temporel, Fry vole une des deux torches de Paul Revere, qui servaient à prévenir de l'arrivée par la rivière des colons britanniques. En conséquence, l'indépendance des États-Unis n'est jamais acquise, les indépendantistes attendant, à tort, une arrivée par la terre. 
Dans le jeu-vidéo d’Ubisoft Assassin's Creed III (2012), le protagoniste Ratonhnhaké:ton (dit Connor) effectue la chevauchée avec Paul Revere qui lui sert de guide. 
Le chanteur américain Noah Kahan a également une chanson portant son nom, sortie dans son album de 2022, Stick Season.